# 阿韦尔端
阿韦尔端（法語：Averdoingt，法語發音：[avɛʁdwɛ̃]）是法国上法蘭西大區加来海峡省的一个市镇，属于阿拉斯区。

## 地理
阿韦尔端（50°20'40"N, 2°26'31"E）面积8.33 平方千米，位于法国上法蘭西大區加来海峡省，该省份为法国北部沿海省份，西北濒北海，南至索姆省，东临北部省。
与阿韦尔端接壤的市镇（或旧市镇、城区）包括：巴约勒欧科纳耶、利尼圣弗洛谢尔、迈济耶尔、佩南、泰尔纳、坦克、古伊昂泰尔努瓦。

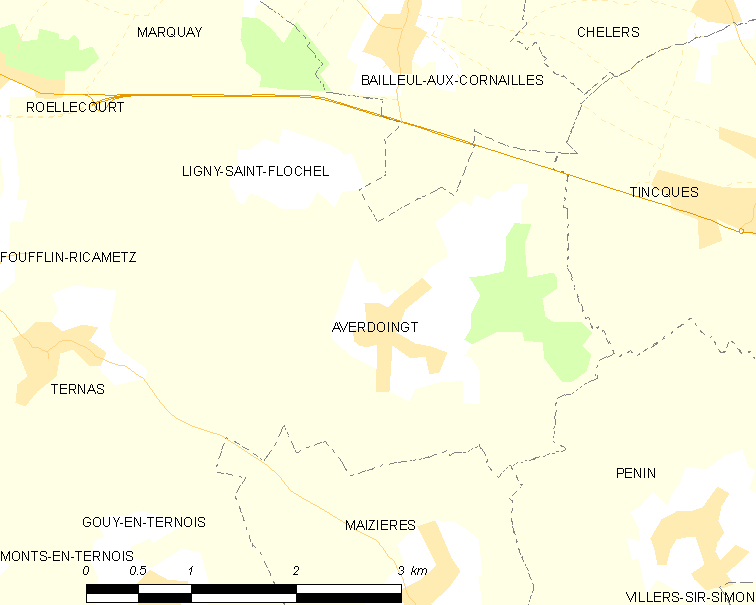
阿韦尔端的OSM定位图

阿韦尔端的时区为UTC+01:00、UTC+02:00（夏令时）。

## 行政
阿韦尔端的邮政编码为62127，INSEE市镇编码为62061。

## 政治
阿韦尔端所属的省级选区为泰努瓦斯河畔圣波勒县。

## 人口

1962-2008年间阿韦尔端人口变化图示

阿韦尔端于2022年1月1日时的人口数量为293人。